# Norrbyås landskommun
Norrbyås landskommun var en tidigare kommun i Örebro län.

## Administrativ historik
Den bildades då 1862 års kommunalförordningar trädde i kraft, i Norrbyås socken i Sköllersta härad i Närke. 
Vid kommunreformen 1952 uppgick den i storkommunen Stora Mellösa landskommun. Området ingår numera i Örebro kommun.

## Politik

### Mandatfördelning i Norrbyås landskommun 1938-1946
| 8 | 6 | 6 |

| 20 |

| 9 | 4 | 7 |

| 20 |

| 9 | 4 | 5 | 2 |

| 20 |